# Thérèse Dallaire-Laplante
 (mai 2016).
Si vous disposez d'ouvrages ou d'articles de référence ou si vous connaissez des sites web de qualité traitant du thème abordé ici, merci de compléter l'article en donnant les références utiles à sa vérifiabilité et en les liant à la section « Notes et références ».
Thérèse Dallaire-Laplante est une travailleuse sociale canadienne (québécoise) née à Saint-Bruno au Lac Saint-Jean, le 2 avril 1931.
Elle est la fondatrice de la première maison d'hébergement pour femmes violentées et en difficulté du Québec.
Elle meurt le 24 septembre 2024 au CHSLD René Lévesque à Longueuil. 

## Distinctions
- 1990 -  Membre de l'Ordre du Canada[2]
- 1994 -  Chevalier de l'Ordre national du Québec[3]